# Шахов, Евгений Евгеньевич
Евге́ний Евге́ньевич Ша́хов (укр. Євген Євгенович Шахов; род. 30 ноября 1990[…], Днепропетровск) — украинский футболист, полузащитник. Играл за сборную Украины. Сын известного в прошлом футболиста Евгения Шахова-старшего.

## Биография

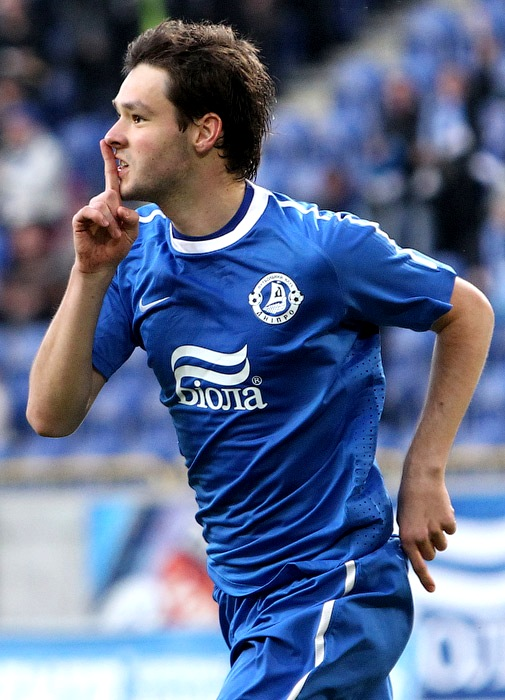
Шахов в составе «Днепра»

Воспитанник киевского ДФК «Евробис», тренер — О. М. Деревинский.
В чемпионате Украины дебютировал 7 апреля 2007 года в матче «Сталь» — «Днепр» — 3:1, в возрасте 16 лет 4 месяца и 7 дней. За «Днепр» провел 24 матча.
В марте 2010 года перешёл в киевский «Арсенал» на правах аренды. В июне 2012 года вновь был отдан в аренду в киевский «Арсенал», сроком на полгода. В команде Шахов взял 52 номер. В январе 2013 года вернулся в «Днепр».
22 августа 2014 года был вызван в национальную сборную Украины на товарищеский матч против Молдавии и на матч квалификации на чемпионат Европы 2016 против Словакии. В следующий раз был вызван новым главным тренером сборной Андреем Шевченко в конце августа на подготовительный сбор к квалификации на чемпионат мира 2018.
В начале июня 2016 года подписал трехлетний контракт с греческим клубом ПАОК.
Летом 2019 года Шахов на правах свободного агента перешел в команду итальянской Серии А — «Лечче», подписав с ней 2-летний контракт.

## Достижения
«Днепр»
- Финалист Лиги Европы: 2014/15
- Серебряный призёр чемпионата Украины: 2013/14
- Бронзовый призёр чемпионата Украины (2): 2014/15, 2015/16

ПАОК
- Чемпион Греции: 2018/19
- Обладатель Кубка Греции (3): 2016/17, 2017/18, 2018/19
- Серебряный призёр чемпионата Греции (2): 2016/17, 2017/18

«Заря» (Луганск)
- Бронзовый призёр чемпионата Украины: 2022/23

«Тобол» Костанай
- Обладатель Кубка Казахстана: 2023
- Обладатель Суперкубка Казахстана: 2024

Сборная Украины (до 19 лет)
- Чемпион Европы среди юношей: 2009